# Oxilobinae
Oxilobinae es una subtribu de plantas con flores de la subfamilia Asteroideae dentro de la familia de las asteráceas.

## Descripción
Las especies de esta subtribu tienen un hábito herbáceo o arbustivo, y también de árboles pequeños. Las hierbas son perennes y erectas. Las hojas a lo largo del vástago generalmente están dispuestas de manera opuesta. La lámina tiene un contorno deltoides estrictamente elíptica.
Las cabezas de las flores se recogen en inflorescencias terminales, en forma de una pirámide  corimbosa. Los pedicelos son cortos y moderadamente largos. Las cabezas de las flores están formadas por una carcasa compuesta de escamas dispuestas sub- imbricadas dentro de la cual un receptáculo actúa como una base de flores tubulares. Las escalas son sub-iguales. El receptáculo es plano o ligeramente convexo, posee o no la lana  para proteger la base de las flores. Las frutas son aquenios con vilano . 

## Distribución y hábitat
El hábitat típico de las especies de esta subtribu son las zonas tropicales y subtropicales partes del Nuevo Mundo, y hasta cierto punto las templadas de América del Sur.

## Géneros
En la actualidad la subtribu Oxilobinae incluye 9 géneros y 300 especies. 
| Géneros                                                      | N. especies                                              | Distribución    |
| ------------------------------------------------------------ | -------------------------------------------------------- | --------------- |
| Ageratina Spach, 1841                                        | circa 265 spp.                                           | Neotrópicos     |
| Kaunia R.M. King & H. Rob., 1980                             | 14 spp.                                                  | América del Sur |
| Jaliscoa S. Watson, 1890                                     | 3 spp.                                                   | México          |
| Jaramilloa R.M. King & H. Rob., 1890                         | 2 spp.                                                   | Colombia        |
| Oxylobus (Mocino ex DC.) A. Gray, 1879                       | 5 spp.                                                   | América Central |
| Pachythamnus (R.M. King & H. Rob.) R.M. King & H. Rob., 1972 | 1 sp. (P. crassirameus (B.L. Rob.) R.M. King & H. Rob. ) | América Central |
| Piptothrix A. Gray, 1886                                     | 4 spp.                                                   | Guatemala       |
| Spaniopappus B.L. Rob., 1926                                 | 4 spp.                                                   | Cuba            |
| Standleyanthus R.M. King & H. Rob., 1971                     | 1 sp. (S. triptychus (B.L. Rob.) R.M. King & H. Rob. )   | Costa Rica      |

## Algunas especies

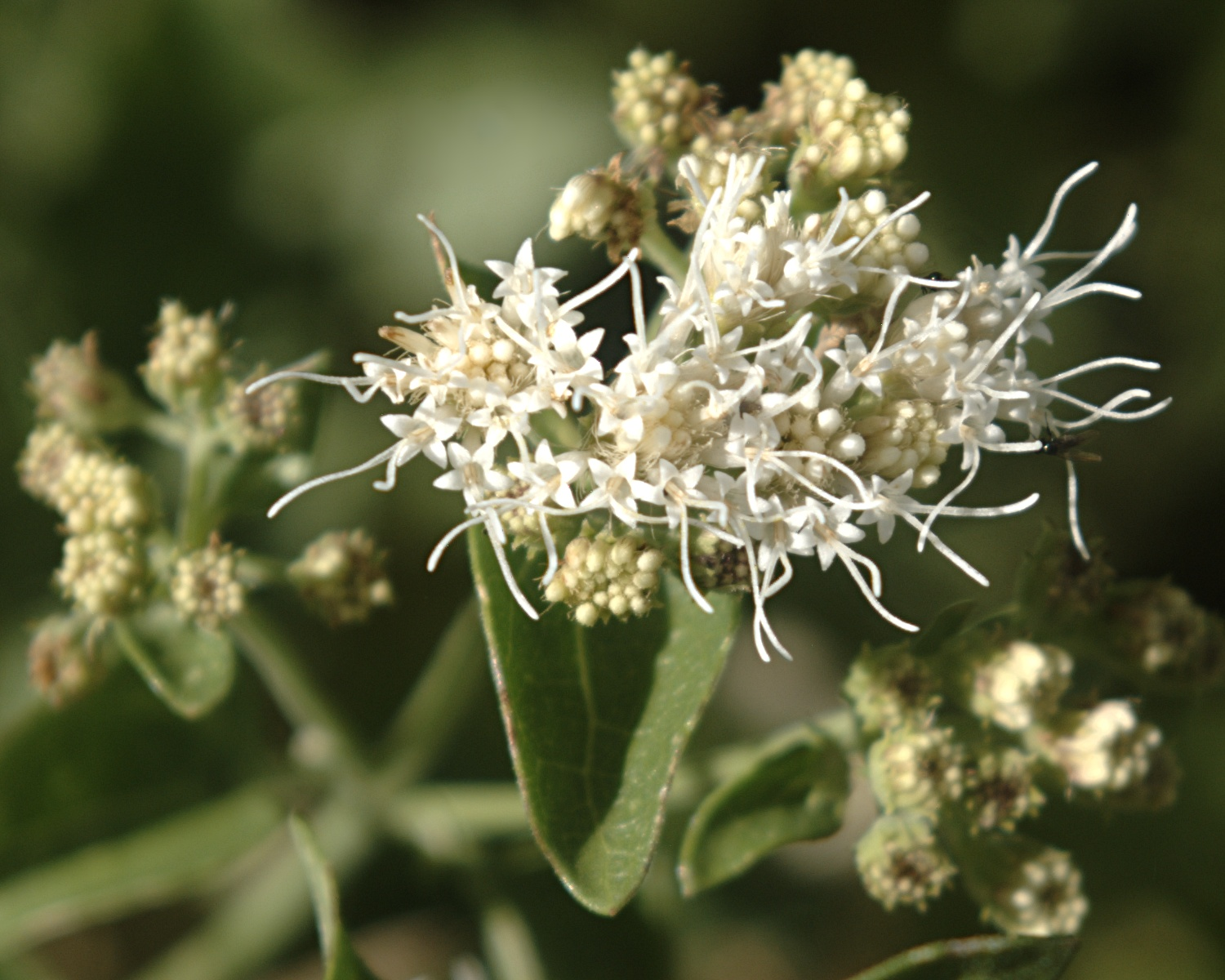
Ageratina herbacea
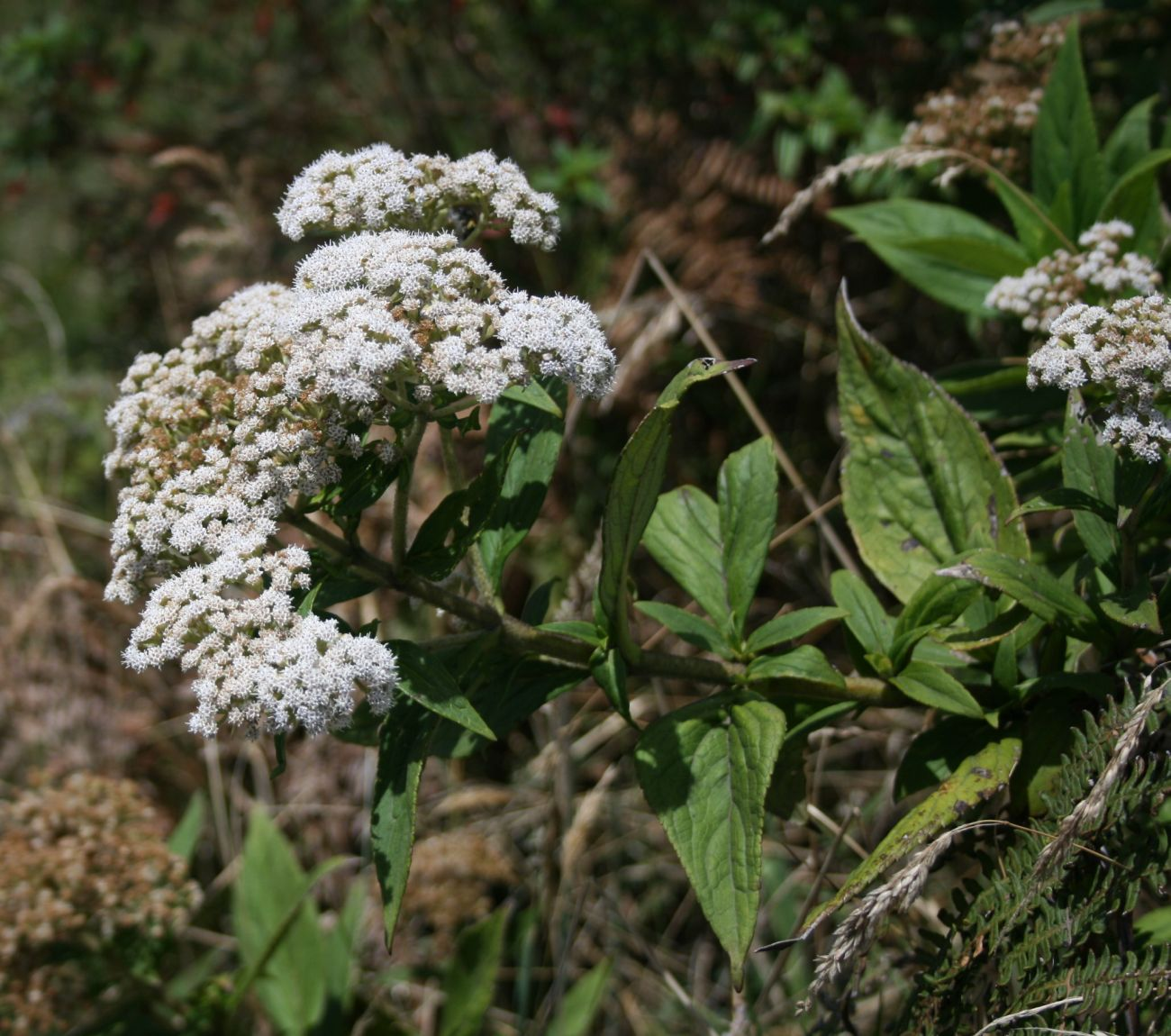
Ageratina anisochroma
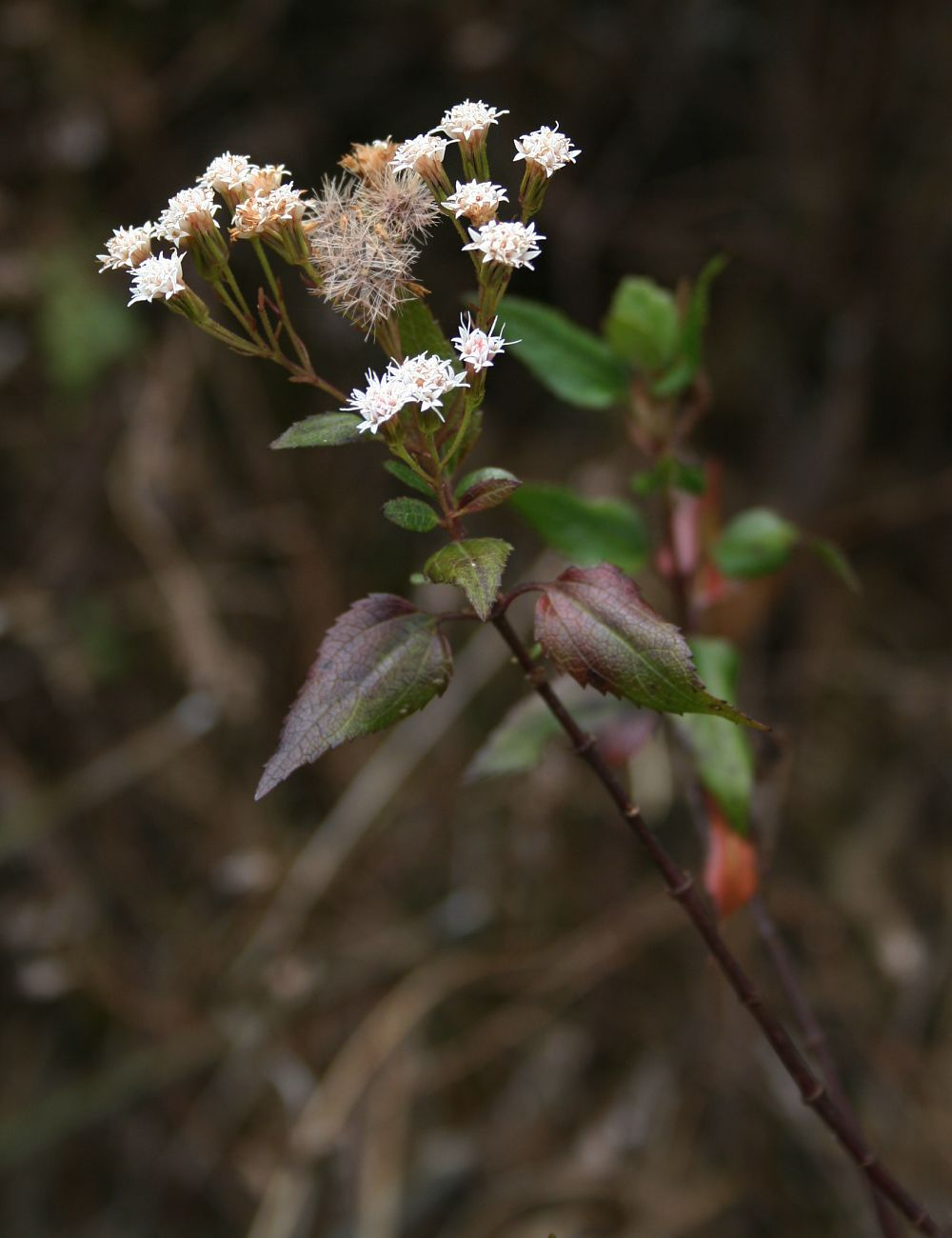
Ageratina kupperi